# Look Sharp! (album de Roxette)
Pour les articles homonymes, voir Look Sharp!.
Albums de Roxette
Dance Passion
(1987) Joyride
(1991)
Singles
1. Dressed for Success
Sortie : 28 juin 1988
2. Listen to Your Heart
Sortie : 15 septembre 1988
3. Chances
Sortie : 28 décembre 1988
4. The Look
Sortie : 12 janvier 1989
5. Dangerous
Sortie : 2 mai 1989

Look Sharp! est le second album studio du groupe musical pop rock suédois Roxette. Il a été enregistré aux studios EMI à Stockholm (Suède) et Trident II à Londres (Royaume-Uni) entre mai et juin 1988. L'album est commercialisé le 18 octobre 1988, deux années après leur tout premier album intitulé Pearls of Passion. Cet album devient un succès international, atteignant la 23e place du Billboard 200 grâce à des hits tels que The Look (numéro 1 aux États-Unis), Listen to Your Heart (num. 1 aux É.U.), Dressed for Success (num. 4 aux É.U.), et Dangerous (num. 2 aux É.U.). À la suite du succès international de cet album et de ses singles, Look Sharp! est considéré comme l'un des meilleurs composés par Roxette. De plus, l'album s'est vendu à 9 millions d'exemplaires dans le monde en date de 2001.

## Production
Dans la version suédoise de l'album, Dressed for Success et Listen to Your Heart ont été choisis pour être les deux premiers singles. Respectivement, ces deux singles ont atteint les deuxième et troisième places des classements musicaux suédois. Malgré son immense popularité en Suède, Roxette reste à cette époque méconnu de la scène musicale internationale. Tout bascule lorsque le troisième single The Look est commercialisé en Suède. Un étudiant américain originaire de Minneapolis venu étudier en Suède, Dean Cushman, envoie une copie de Look Sharp! dans son pays pendant les vacances d'été,. Il envoie cet album à une chaîne de radio à Minneapolis,, KDWB 101.3 FM. À la suite de sa diffusion et des avis positifs des auditeurs, le single se popularise, et passe sur de nombreuses autres chaînes de radio américaines. Le single se popularise avant la commercialisation et la promotion de Roxette dans les marchés américains.
Jusqu'en 2001, l'album Look Sharp! s'est vendu à plus de 9 millions d'exemplaires dans le monde dont plus d'un million aux États-Unis, ainsi certifié disque de platine par la RIAA en janvier 1990. Look Sharp! atteint la quatrième place aux classements musicaux britanniques pendant 53 semaines, puis certifié disque de platine par la BPI en décembre 1990 pour des ventes dépassant 300 000 exemplaires.

## Accueil
Gessle remporte son premier Grammis award dans la catégorie des meilleurs compositeurs. Roxette a également reçu deux Rockbjörnen awards pour le meilleur groupe suédois et le meilleur album suédois.

## Liste des titres
CD original
| 1.    | The Look                    | 3:57 |
| 2.    | Dressed for Success         | 4:09 |
| 3.    | Sleeping Single             | 4:38 |
| 4.    | Paint                       | 3:30 |
| 5.    | Dance Away                  | 3:25 |
| 6.    | Cry                         | 5:19 |
| 7.    | Chances                     | 4:57 |
| 8.    | Dangerous                   | 3:49 |
| 9.    | Half a Woman, Half a Shadow | 3:35 |
| 10.   | View From a Hill            | 3:40 |
| 11.   | (I Could Never) Give You Up | 3:58 |
| 12.   | Shadow of a Doubt           | 4:14 |
| 13.   | Listen to Your Heart        | 5:29 |
| 53:12 |                             |      |

| 14. | The Voice                   | 4:14 |
| 15. | One is Such a Lonely Number | 3:31 |
| 16. | Don't Believe in Accidents  | 3:41 |

| 17. | Cry (Demo)                                              | 5:07 |
| 18. | Dressed for Success (Chris Lord-Alge Mix/US Single Mix) | 4:10 |
| 19. | Listen to Your Heart (US Remix)                         | 4:52 |
| 20. | Surrender (Live)                                        | 3:09 |
| 21. | Neverending Love (Live)                                 | 3:27 |

| 1. | The Look            |  |
| 2. | Dressed for Success |  |
| 3. | Sleeping Single     |  |
| 4. | Paint               |  |
| 5. | Dance Away          |  |
| 6. | Cry                 |  |

| 7.  | Chances                     |  |
| 8.  | Dangerous                   |  |
| 9.  | Half a Woman, Half a Shadow |  |
| 10. | View From a Hill            |  |
| 11. | Shadow of a Doubt           |  |
| 12. | Listen to Your Heart        |  |

## Classements hebdomadaires
| Classement (1988-1990)        | Meilleure place |
| ----------------------------- | --------------- |
| Allemagne (Media Control AG)  | 7               |
| Australie (ARIA)              | 2               |
| Autriche (Ö3 Austria Top 40)  | 3               |
| Canada (RPM)                  | 5               |
| États-Unis (Billboard 200)    | 34              |
| Norvège (VG-lista)            | 1               |
| Nouvelle-Zélande (RIANZ)      | 12              |
| Pays-Bas (Mega Album Top 100) | 17              |
| Royaume-Uni (UK Albums Chart) | 4               |
| Suède (Sverigetopplistan)     | 1               |
| Suisse (Schweizer Hitparade)  | 2               |

| Classement (2018)    | Meilleure place |
| -------------------- | --------------- |
| Espagne (Promusicae) | 58              |

## Certifications
| Pays                         | Certification |
| ---------------------------- | ------------- |
| Allemagne (BVMI)             | 2 × Platine   |
| Australie (ARIA)             | 3 × Platine   |
| Autriche (IFPI Austria)      | 2 × Platine   |
| Canada (Music Canada)        | 6 × Platine   |
| États-Unis (RIAA)            | Platine       |
| Finlande (Musiikkituottajat) | Platine       |
| Nouvelle-Zélande (RMNZ)      | Platine       |
| Pays-Bas (NVPI)              | Or            |
| Royaume-Uni (BPI)            | Platine       |
| Suède (GLF)                  | 6 × Platine   |
| Suisse (RMNZ)                | 2 × Platine   |